# Nodaria nodosalis
Nodaria nodosalis är en fjärilsart som beskrevs av Herrich-Schäffer 1851. Nodaria nodosalis ingår i släktet Nodaria och familjen nattflyn. Inga underarter finns listade i Catalogue of Life.

## Bildgalleri

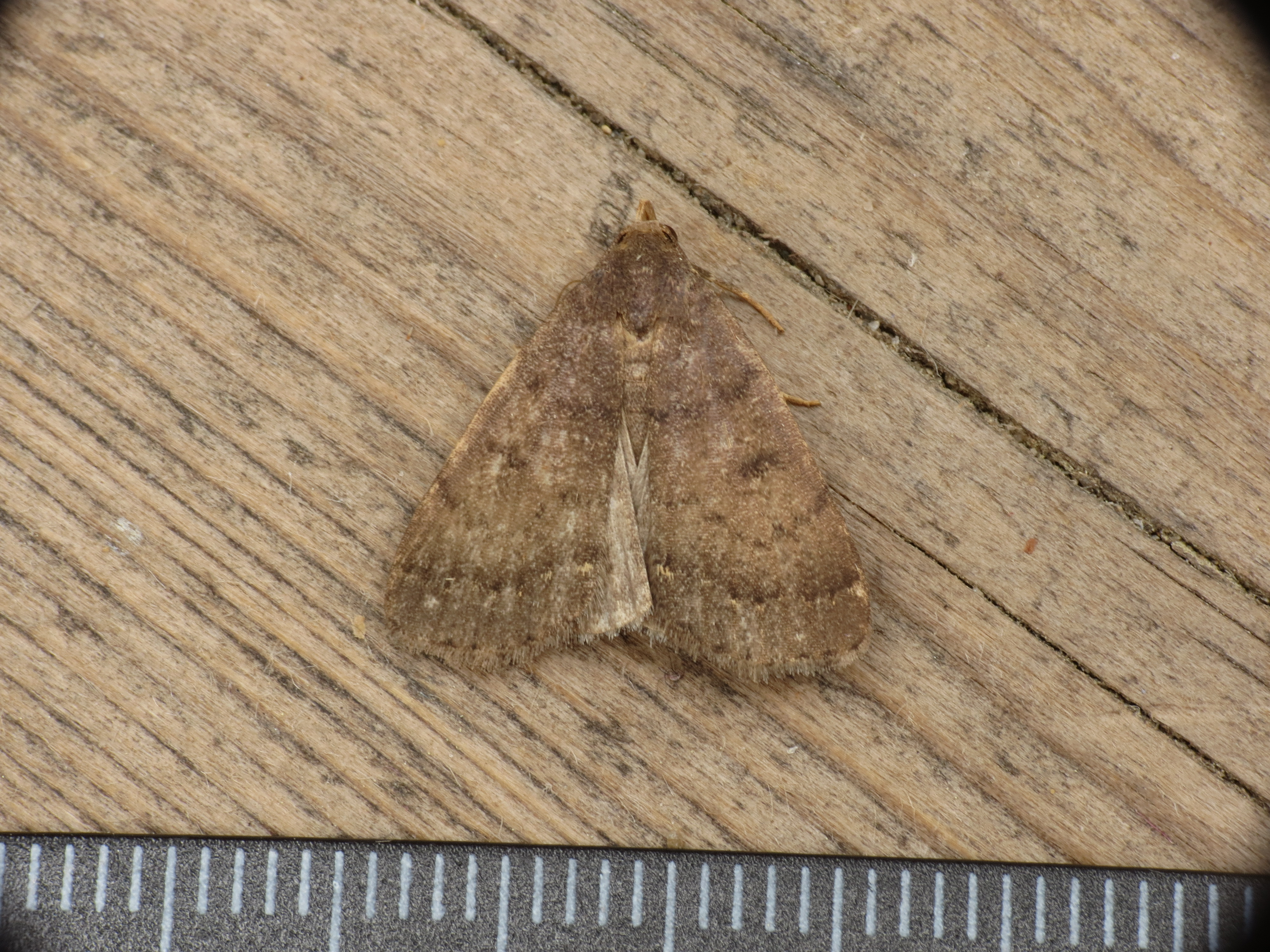
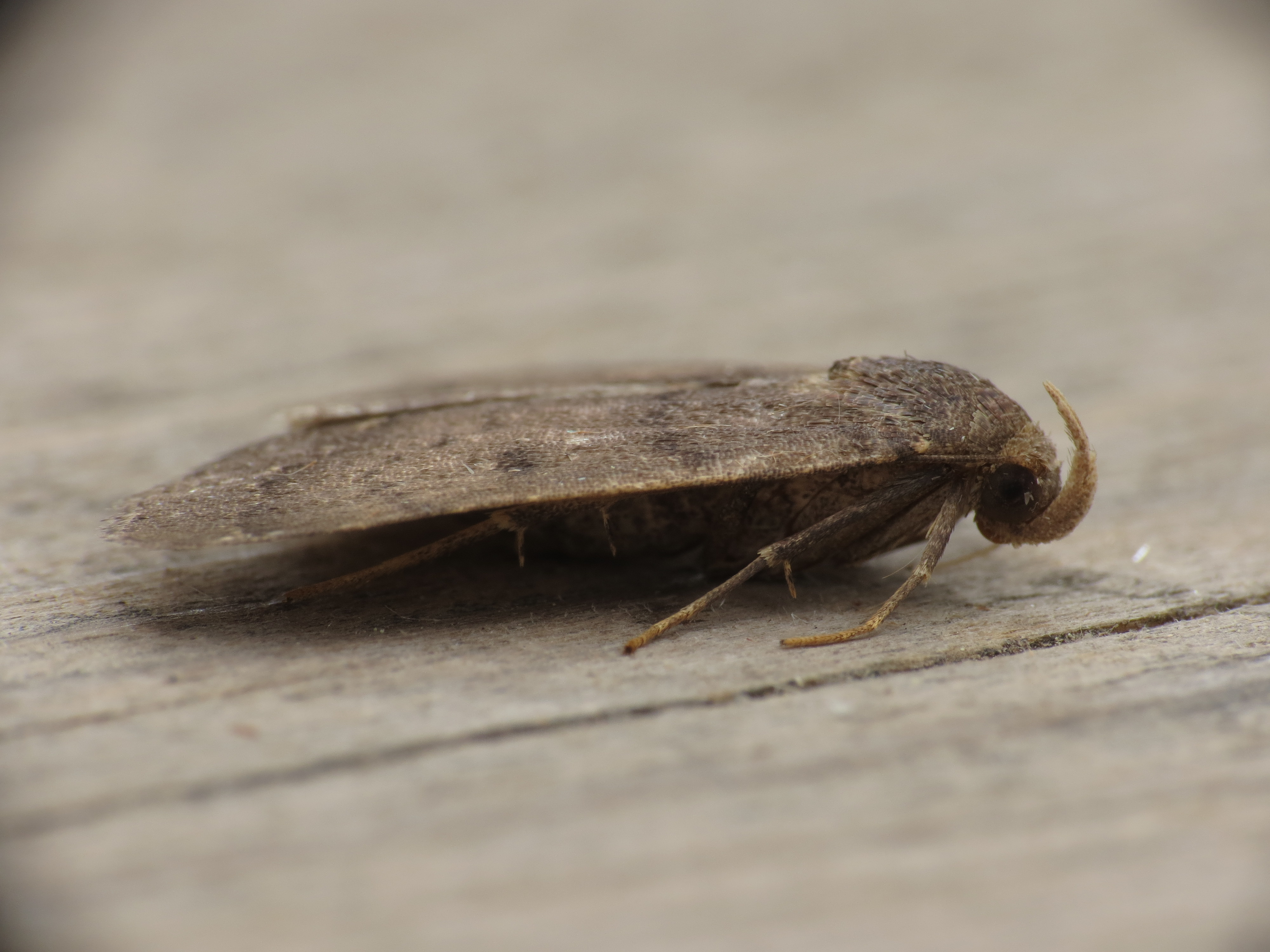